# Claude Amoz
Claude Amoz, de son vrai nom Anne-Marie Ozanam, née le 26 juin 1955 à Lyon, est une romancière, nouvelliste, professeur de chaire supérieure et traductrice française.

## Parcours professionnel

### Traductrice
Agrégée de lettres classiques, professeur de chaire supérieure en khâgne et en chartes au lycée Henri-IV, elle participe notamment à l'édition en un tome de Vie d'Agricola et La Germanie de Tacite (1997), des Vies parallèles de Plutarque (2002) (qu'elle traduit entièrement) et des Portraits de philosophes de Lucien de Samosate (2008) aux éditions des Belles Lettres. À propos de sa traduction de Plutarque, l'historien François Hartog affirme qu'« il s'agit là d'un travail considérable, qui devrait la faire reconnaître comme une grande traductrice ».

### Romancière
En tant que romancière, elle choisit le pseudonyme androgyne de Claude Amoz pour éviter que ses romans ne soient d'emblée qualifiés de « féminins », avec tous les a priori qui accompagnent cette étiquette. Elle ferait volontiers sienne la formule de Flaubert : « L'écrivain ne doit laisser derrière lui que ses œuvres. Sa vie importe peu. »
Elle écrit des romans noirs dans lesquels les personnages sont confrontés à « un passé qui ne passe pas » et qui a toujours des conséquences plus ou moins graves.
Ses thèmes favoris sont les blessures d'un passé douloureux, la fragilité de la mémoire, la recherche d'identité, la vérité, le désir, la famille, l'Histoire.

## Œuvres

### Romans
- Dans la tourbe, Paris, éditions Hors Commerce, coll. « Hors noir » no 14, 1998 ; réédition, Paris, J'ai Lu, coll. « Policier » no 5741, 2001  (ISBN 2-290-31040-9)
- Le Caveau, Paris, éditions Hors Commerce, coll. « Hors noir » no 6, 1999 ; réédition, Paris, J'ai Lu, coll. « Policier » no 5854, 2000  (ISBN 2-290-30767-X) Prix Sang d'encre 1997
- L'Ancien Crime, Paris, Payot & Rivages, coll. « Rivages/Noir » no 321, 1999
- Bois-Brûlé, Paris, Payot & Rivages, coll. « Rivages/Noir » no 423, 2002 Prix Mystère de la critique 2003
- Étoiles cannibales, Paris, Payot & Rivages, coll. « Rivages/Noir » no 487, 2003
- Un de trop, Paris, Éditions Eden, 2003
- Tours de clef, Paris, Éditions Autrement, coll. « Noir Urbain » no 10, 2004
- La Découronnée, Paris, Payot & Rivages, coll. « Grand format », 2017 ; réédition, Paris, Payot & Rivages, coll. « Rivages/Noir » no 1061, 2018  (ISBN 978-2-7436-4309-6)

### Recueils de nouvelles
- 13 nouvelles noires pour un autre futur, Paris, éditions de la CNT, 2000  (ISBN 2-9504948-6-2) Recueil collectif
- Racines amères, Paris, éditions Nestiveqnen, coll. « Nouvelle donne », 2002 ; réédition, Paris, Payot & Rivages, coll. « Rivages/Noir » no 629, 2006  (ISBN 978-2-7436-1616-8)
- Du noir dans le vert, vol. 2, Marseille, Écailler de Sud, coll. « L'écailler du Sud » no 32, 2003  (ISBN 978-2-914264-42-6) Recueil collectif
- Les Pages déchirées, six nouvelles illustrées par Mickaël-Pierre, Soligny-la-Trappe, Rougier, coll. « La ficelle noire » no 5, 2006  (ISBN 2-913040-40-3)
- Le Voyageur éveillé, et autres nouvelles, Cherbourg-Octeville, Isoète, 2009  (ISBN 978-2-913920-87-3) Recueil collectif

### Traductions
- La Guerre. Trois tacticiens grecs: Énée, Asclépiodot, Onasandre, trad. avec Pascal Charvet de textes présentés par Olivier Battistini, Paris, Nil, 1994   (ISBN 978-2-841-11007-0)
- Tacite, Agricola et Germanie, trad., introduction et notes de l'Agricola, introduction et notes de la Germanie, Paris, les Belles Lettres, 1997,  (ISBN 978-2-251-79914-8)
- César, La Guerre des Gaules, Livres I-II, Paris, Les Belles Lettres, 1997  (ISBN 978-2-251-79921-6)
- Athénée de Naucratis, Les Deipnosophistes - livre XII, Les Plaisirs, Paris, Les Belles Lettres, coll. Classiques en poche, 276 p., 2025  (ISBN 978-2251456836)

#### Lucien de Samosate
- Jouer avec les mots, trad., introduction générale, traduction et notes, Paris, Les Belles Lettres, 2017, (XXVI-441 p. (bilingue grec-français)  (ISBN 978-2-251-44685-1)
- Dans le secret des dieux, trad., introduction générale, traduction et notes, Paris, Les Belles Lettres, 2017, XXVIII-416 p. (bilingue grec-français)  (ISBN 978-2-251-44642-4)
- Vies à vendre, suivi de Zeus tragédien ; Les ressuscités ou le pêcheur ; Le parasite ou qu'être parasite est un métier, trad., introduction et notes, préface de Clément Rosset, Paris, Les Belles Lettres, 2019, 191 p. (bilingue grec-français)   (ISBN 978-2-251-45014-8)
- Comédies humaines, trad., introduction générale, et notes; Paris, Les Belles Lettres, 2010, XXIII-492 p. (bilingue grec-français)  (ISBN 978-2-251-45014-8)
- Voyages extraordinaires, Paris, Les Belles Lettres, 2009, XX-476 p., (bilingue grec-français)  (ISBN 978-2-251-80001-1)

### Entretiens
- Hocus pocus: à l'école des sorciers en Grèce et à Rome ; Précédé d'un entretien avec Anne-Marie Ozanam / textes réunis et présentés par Christopher Bouix, Paris, les Belles Lettres, 2012, XXII-290 p.  (ISBN 978-2-251-03017-3)

## Prix
- Prix Sang d'encre 1998 pour Le Caveau[3]
- Prix Mystère de la critique 2003 pour Bois-Brûlé[4]